# Palacio de Justicia del Condado de Abbeville
El Palacio de Justicia del Condado de Abbeville es un histórico palacio de justicia ubicado en la esquina este de Court Square, en Abbeville, Carolina del Sur.

## Historia
Fue construido en 1908 y diseñado en estilo Beaux Arts por William Augustus Edwards, quien diseñó varios otros juzgados de Carolina del Sur, así como edificios académicos en 12 instituciones en Florida, Georgia y Carolina del Sur. 
Una galería lo conecta con la Ópera de Abbeville, que también diseñó Edwards. En 1964, el despacho Lyles, Bissett, Carlisle y Wolff de Columbia renovaron el palacio de justicia. El 30 de octubre de 1981 fue agregado al Registro Nacional de Lugares Históricos. Está incluido en el distrito histórico de Abbeville.
El palacio de justicia actual es el sexto palacio de justicia que presta servicios en el condado de Abbeville.  Dentro del pasillo central hay un retrato de John C. Calhoun, dos veces vicepresidente y senador de Carolina del Sur. El palacio de justicia está ubicado en un terreno que alguna vez albergó el bufete de abogados en el que Calhoun ejerció al principio de su carrera.